# Miesha Tate vs. Ronda Rousey
Miesha Tate vs. Ronda Rousey fue una pelea de artes marciales mixtas (MMA) llevada a cabo el 3 de marzo de 2012 por la promoción estadounidense Strikeforce, en la que se disputaba el campeonato femenino de peso gallo.

## Antecedentes
En 2011, Miesha Tate y Ronda Rousey comenzaron una rivalidad a través de las redes sociales y una serie de entrevistas, con Rousey expresando su interés en luchar contra Tate por el Campeonato de peso gallo femenino de Strikeforce que esta última obstentaba. A medida que la disputa ganó cada vez más atención de los fanáticos y la prensa, Tate y Rousey finalmente fueron elegidas para encabezar un evento de Strikeforce. Esto marcó una rara ocurrencia de mujeres colocadas en el evento principal de una cartelera de MMA.
La animosidad entre los dos finalmente llevó a varios trash talkings. Mientras hablaba sobre la actuación de Tate contra Coenen, Rousey declaró: «Para ser honesta, cada vez que estudio esa cinta, tengo que tomar descansos en el medio porque simplemente estoy aburrida». Tate declaró que la mayor parte de la atención de los medios en torno a Rousey se debía a que Rousey era «bonita». También afirmó que Rousey no había sido realmente puesta a prueba en su carrera: «Ha sido cuidadosamente seleccionada, ha sido mimada y ha sido protegida. La verdad es que, al entrar en esta pelea por el título mundial conmigo, Ronda todavía tiene que descubrir si es una verdadera peleadora».

## Pelea
En el primer minuto de la pelea, Rousey intentó atrapar a Tate con una llave de brazo. Sin embargo, Tate escapó de la llave y respondió con golpes. Después de una sesión de ida y vuelta de agarre, Rousey aseguró una segunda llave de brazo durante el último minuto del primer asalto, obligando a Tate a rendirse a los 4:27 y convirtiéndose en la nueva campeona de peso gallo.
Después de la pelea, Tate recibió algunas críticas por arriesgarse a sufrir daños a largo plazo en el brazo al resistirse a la llave de brazo durante varios momentos. En una conferencia de prensa, Rousey declaró: «Miesha me impresionó, es una chica dura porque eso duele. Me he dislocado el codo antes y eso no es divertido. La regla en judo es que, incluso si está dislocado, si no te golpean, sigues adelante».

## Legado
Se atribuye a esta pelea (y a la rivalidad en sí) entre Tate y Rousey el mérito de haber traído el MMA femenil a la Ultimate Fighting Championship.